# Hegyi gazella

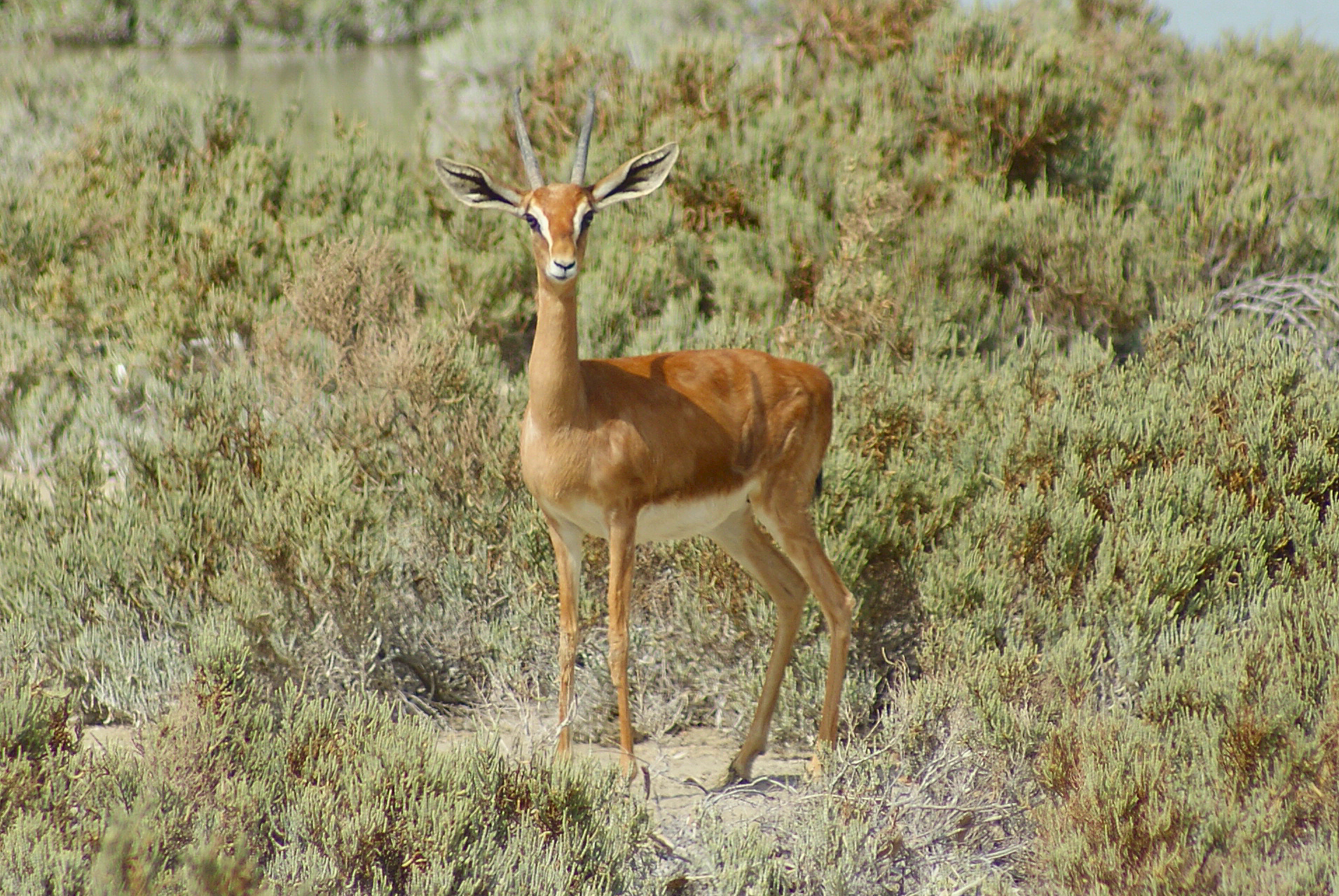
Hegyi gazella Jász szigetén, Abu-Dzabiban

A hegyi gazella (Gazella gazella) az emlősök (Mammalia) osztályának párosujjú patások (Artiodactyla) rendjébe, ezen belül a tülkösszarvúak (Bovidae) családjába és az antilopformák (Antilopinae) alcsaládjába tartozó faj.

## Előfordulása
Eredetileg az Arab-félszigeten, illetve Szíria, Libanon, Jordánia és Palesztina területén, továbbá a Sínai-félszigeten volt honos, de a 20. század folyamán Egyiptomból és Szíriából biztosan, Libanonból és Jordánia területéről valószínűsíthetően kipusztult. Így ma Jemenben, Ománban, Szaúd-Arábiában, az Egyesült Arab Emírségekben és Izraelben találkozhatunk vele, és Jordániában is visszatelepítették a Saumari Vadrezervázumban. Egy betelepített állomány a perzsa-öbölbeli, Iránhoz tartozó Fárur-szigeten is él.
A hegyi gazella sivatagos és félsivatagos területeken, gyakorta meredek terepen fordul elő, de a köves vidékeket kerüli. Az olyan szélsőségesen száraz és forró területekhez is alkalmazkodott, mint a Jordán-völgy, a Negev, a Nefúd és Zufár.
Az idők során több alfaját is leírták, de a genetikai vizsgálatok szerint majdnem mindegyikük önálló fajnak bizonyult.
Egyes források a fáruri gazellákat is külön alfajként kezelik Gazella gazella darehshourii néven, de ennek a betelepített állománynak nem ismert a származása. A korábban hegyigazella-alfajnak tekintett, Áden környékéről ismert Neumann-gazellát (Gazella erlangeri) újabban többen külön fajnak tekintik Gazella erlangeri néven. A faj és az 1950-es években kiirtott jemeni gazella (Gazella bilkis) viszonyát sem sikerült mindeddig tisztázni, de vannak arra utaló jelek, hogy előbbi valójában a hegyi gazella alfaja volt.
Újabban Szíria és Törökország határának környékén fedezték fel egy elszigetelt állományát.

## Megjelenése
Testhossza 98-115 centiméteres, amihez 8-13 centiméteres farok csatlakozik. A hegyi gazella testtömege 16–29,5 kilogramm között mozog. Az északi alfajok a legnagyobbak, míg a sivatagi gazellák kisebbek és kecsesebbek, lábaik és füleik is hosszabbak. A bikák mindig hosszabbak és súlyosabbak a teheneknél. A szőrzet színezete a sárgástól a sötétbarnáig terjed a háton, nyakon és fejen, míg a hason és faron fehér. A két színtartományt egy-egy vékony, sötét sáv választja el a két oldalon. A palesztinai és maszkati alfaj sötétebb a többinél. Az észak-izraeli hegyekben élő gazellák szőrzete nyaranta rövid és csillogó, hogy visszaverje a napsugarakat, telente viszont hosszabb és sűrűbb, hogy védje az erős esőzésektől – a sivatagi alfajoknál a szőrzet jóval kevésbé változékony.
A pofán két jellegzetes, alul sötét szélű fehér sáv fut a szemektől az orrlyukakig, közöttük az orron általában fekete folttal. Mindkét nem visel szarvakat: a bikáéi meglehetősen hosszúak (22-29,4 centiméter), vastagak és egyenesek, enyhén líra alakúak és markáns gyűrűk futnak végig rajtuk. A tehenek szarvai ezzel szemben rövidek (5,8–11,5 centiméter), simák, alakjuk pedig szabálytalan: gyakran hajlottak, görbék vagy egyenesen töröttek. Az északi alfajok szarva hosszabb a sivatagiakénál.

## Életmódja
A hegyi gazella kis, három-nyolc egyedből álló csordákban él, amelyek részint tehenekből és borjaikból, részint fiatal bikákból állnak, míg az idősebb bikák magányosan élnek, és territóriumot tartanak fenn. A bikák védelmezik területeiket, de tényleges összecsapásra ritkán kerül sor: a gazellák rendszerint megelégednek a „légharccal”, amikor egymástól mintegy 30 centiméteres távolságra megállva rontanak egymásnak. A küzdelem azonban, ha egyik fél sem hátrál meg, súlyos sérülésekkel járhat. A gazellák szarvaikat a ragadozók (rókák, aranysakálok, szürke farkasok) elleni védekezésül is használják.
A hegyi gazellák hajnalban és este aktívak, de ha rákényszerülnek, olykor holdfényes éjszakákon is legelnek. A nappal forró óráit jellemzően pihenéssel töltik. Táplálékuk zömét az akáciák (Acacia sp.) levelei teszik ki, de különféle fűféléket és cserjéket is fogyasztanak. A fákról hátsó lábukra állva, mellső lábaikkal a törzsre támaszkodva eszik le a leveleket. Ahol kevés az ivóvíz, az állatok különféle lédús gyökereket és gumókat ásnak ki. A Faraszán-szigeteken élő alfaj a korallszigetek szakadékaiban és lapos kavicsos területein él, főleg sásfélékkel (Cyperus) táplálkozik, vízszükségletét pedig harmatból fedezi.

## Szaporodása
Az egyes alfajok párzási ideje változó. Az izraeli akáciagazellák és az ománi maszkati gazellák évente kétszer is párosodhatnak, a két születési csúcs március-májusra, illetve októberre esik – igaz, az őszi borjak zöme elpusztul. A palesztinai hegyi gazellák viszont jellemzően később, április-júniusban hozzák világra borjaikat, és náluk nem jellemző az évi kétszeri párzás.
A vemhes tehén néhány nappal az ellés előtt elhagyja a csordát, és csak az ellés után két hónappal tér vissza egyetlen borjával. Az kis gazella születése után röviddel már képes felállni és járni, de első heteit rejtőzködve, mozdulatlanul tölti, míg anyja a környéken legel, elűzve a kisebb ragadozókat, és elterelve a nagyobbak figyelmét. Három-hathetes korban a borjú csatlakozik anyjához, és elkezd szilárd táplálékot is fogyasztani, de az elválasztás csak három-négy hónapos korban történik meg. A tehenek ezután anyjuk csordájához csatlakoznak, a fiatal bikák viszont körülbelül féléves korban legénycsordákba verődnek, és jellemzően csak háromévesen tudnak saját territóriumot kialakítani. A tehenek akár egyévesen is ellhetnek, de erre rendszerint csak kétéves korukban kerül sor; a bikák 15-20 hónap után évesen válnak ivaréretté, de addig nincs esélyük a párzásra, amíg territóriumhoz nem jutnak. A hegyi gazellák életkora a vadonban rendszerint nem haladja meg a nyolc évet, míg fogságban akár 13 évig is élhetnek.

## Természetvédelmi helyzete
A hegyi gazella teljes állományát ma kevesebb mint 15 000 példányosra becsülik. Az állomány zöme Ománban él (az 1990-es évek végén mintegy 13 000 gazella élt itt, de számuk azóta jelentősen csökkent), emellett jelentősebb populációk élnek Izraelben és Palesztinában (3000 példány) és Szaúd-Arábiában (1500–1700 gazella). Jemenben és az Emírségek területén ritkának számít. Izraelben 1993-ig mezőgazdasági kártevőnek tartották és engedélyezték a palesztinai vadászatát, de 1993-ban védetté nyilvánították. (A kihalás szélén táncoló akáciagazella ezzel szemben 1964 óta védett, de 2005-re példányszáma tizenkettőre csökkent a ragadozók miatt.) Izrael mellett jelenleg Ománban és Szaúd-Arábiában élvez törvényi oltalmat, de ennek nem mindig sikerül érvényt szerezni: az illegális vadászat és a magángyűjtemények számára történő befogás az arab államokban mindmáig komoly veszélyforrás a fajra nézve, helyenként pedig a mezőgazdasági tevékenység kiterjesztése eredményezi visszaszorulását. Ezek együttvéve mintegy 30%-os állománycsökkenést eredményeztek az elmúlt 18 évben.